# Constance Verluca
Constance Verluca est une chanteuse et autrice française née en 1975 à Paris. 

## Biographie
Elle a étudié le solfège et le violoncelle au Conservatoire de musique du XVIe arrondissement de Paris. En 2003,  elle est co-autrice avec Julien Hirsinger des paroles de Mais pas chez moi, single de l'album Spanked du groupe A.S. Dragon.
Autrice-compositrice, elle écrit en 2007 son premier album avec Julien Hirsinger, Adieu Pony,,, qu'elle enregistre à Paris et à Los Angeles. Produit par Noah Georgeson (en) (guitariste et producteur de Devendra Banhart et de Joanna Newsom), ce disque de douze chansons sort en mai 2007. Pour sa promotion, elle fait les premières parties des concerts de Miossec puis entame une tournée de concerts à travers la France, notamment au Festival des Vieilles Charrues le 9 mars 2007.
Son deuxième album, Longtemps, sort le 5 avril 2019. Il est coréalisé avec Julien Baer,
Elle est la co-scénariste du film Un jeu d'enfants, de Laurent Tuel en 2001 et co-scénariste avec Doria Tillier de la série Iris, produite par Canal+, sortie en 2024. 
Elle a fondé en 2012 le Club Pop, une école de musique pop située à Paris.
Elle devient également autrice jeunesse : elle co-écrit avec Julien Hirsinger Le Petit Questionneur, L'École des loisirs, paru en 2016 et Toubien Toumal, Gallimard, paru en 2018. D'autres livres de la collection Toubien Toumal paraissent comme Toubien Toumal à l'école et Toubien Toumal en vacances (2023). En 2022, elle sort L'enfant invisible, illustré par Iris de Moüy. 

## Discographie
- 2007 : Adieu Pony - Warner Music

1. C'est faux[10]
2. Les trois copains
3. Tu es laide[11],[12],[3]
4. Je simule
5. Majeure
6. Le clown et le soldat
7. Ding Dang Dong
8. C’est le moment de mourir
9. Judas
10. Donne-moi ta vie
11. Matt Dillon
12. Blues

- 2019 : Longtemps - Varenne Varenne

1. Longtemps
2. Comme un adulte
3. Petit frère
4. La fille la plus triste du monde
5. J'ai goûté
6. Abandonne
7. Sans doute
8. Ohé Ohé Ohé
9. Président noir
10. Pas de haine

### Participations
- 2006 : Emmanuel Santarromana - Fab4ever. Interprète Across the Universe des Beatles[13].
- 2009 : Reprise de All I Do Is Dream of You pour Hermès[14]
- 2009 : Séverin - Cheesecake. Interprète Johnny.
- 2018 : BO de Grégoire Hetzel du film de Cédric Anger (réalisateur), L'amour est une fête.